# XY (romanzo)
XY è un romanzo di Sandro Veronesi pubblicato dalla casa editrice Fandango Libri il 21 ottobre 2010.
Ambientato in un paese di fantasia del Trentino, Borgo San Giuda, il romanzo alterna capitoli in cui il narratore è il parroco del paese, don Ermete, a quelli in cui la narratrice è la giovane psichiatra Giovanna.

## Trama
In un paesino sperduto e isolato del Trentino, Borgo San Giuda, si verifica un evento sconvolgente e inspiegabile: undici persone muoiono simultaneamente, nello stesso luogo e nello stesso istante, ma ciascuna per una causa diversa. La scena del crimine si presenta come un enigma assoluto, una tragedia che sfida la logica, la medicina e la ragione umana. Questo mistero, privo di qualsiasi spiegazione razionale, irrompe nella vita tranquilla di una piccola comunità di montagna, composta da poche decine di anime, già abituate alla solitudine e al silenzio.
A confrontarsi con questa realtà destabilizzante sono due personaggi molto diversi tra loro, eppure ugualmente chiamati ad affrontare le conseguenze dell’accaduto.
Don Ermete, il parroco del borgo, uomo dal passato complesso (è il Mète protagonista del precedente romanzo di Veronesi, Gli sfiorati, qui vent’anni dopo), e Giovanna Gassion, una giovane psichiatra fuggita da una relazione fallita e approdata in montagna per ritrovare sé stessa. Insieme, il prete e la psichiatra tentano di comprendere e contenere il trauma collettivo che sta consumando la popolazione, travolta da paure antiche, isterie moderne, suggestioni religiose e nevrosi individuali.
Il paese si trasforma presto in un luogo di confine tra razionalità e follia. Mentre media, autorità e servizi segreti cercano spiegazioni e, in certi casi, insabbiano informazioni, gli abitanti diventano prigionieri di un evento che non riescono a interpretare, oscillando tra delirio mistico, panico, depressione e negazione. Don Ermete cerca nella fede e nel mistero cristiano una chiave per accettare l’inspiegabile; Giovanna, al contrario, si aggrappa alla psichiatria e al metodo scientifico per difendersi dal caos. Ma entrambe le strade sembrano infrangersi di fronte all’assurdità radicale dell’accaduto.

## Temi
XY non è un giallo, non è un thriller e non è nemmeno un romanzo psicologico nel senso tradizionale. È un'opera che mette in scena la crisi della verità, la frammentazione delle interpretazioni, la confusione tra ciò che è reale, ciò che è raccontato e ciò che si vuole credere. Veronesi costruisce una narrazione intensa, polifonica e visionaria, alternando punti di vista e registri stilistici, per restituire al lettore il senso di spaesamento che provano i personaggi.
Il romanzo affronta temi profondi e attualissimi: il conflitto tra fede e scienza, la fragilità della mente umana di fronte all’irrazionale, l’inadeguatezza delle istituzioni davanti a un evento straordinario, ma anche la tendenza collettiva a costruire versioni rassicuranti della realtà, preferendo l’illusione alla verità traumatica. In questa prospettiva, XY è anche come una sorta di profezia della pandemia: un racconto di panico, disinformazione, negazionismo e bisogno disperato di senso davanti all’inspiegabile.
Veronesi, con grande lucidità e coraggio narrativo, mette il lettore di fronte all’inaccettabile: ci sono cose che succedono e basta, senza perché, senza logica, senza colpe o redenzioni. XY è un romanzo sull’incontro tra ciò che si può sapere e ciò che non si potrà mai spiegare, e su come si reagisce quando la realtà costringe ad abbandonare ogni certezza.

## Edizioni
- Sandro Veronesi, XY (contiene: L'alfier nero di Arrigo Boito), Fandango libri, Roma 2010 ISBN 978-88-6044-181-2
- Sandro Veronesi, XY, Fandango libri trade, Roma 2011 ISBN 978-88-6044-248-2
- Sandro Veronesi, XY, Fandango libri, Roma 2013 ISBN 978-88-6044-375-5
- Sandro Veronesi, XY, La nave di Teseo, Milano 2020 ISBN 978-88-346-0461-8